# Tigru economic

Cei patru tigrii asiatici

PIB-ul pe cap de locuitor la patru tigri asiatici (Singapore, Hong Kong, Taiwan și Coreea de Sud) din 1960 până în 2014

Termenul de tigru economic este folosit pentru descrierea acelor țări care demonstrează rate foarte ridicate de creștere economică. Termenul a fost folosit inițial pentru patru țări din Asia de Sud-Est: Coreea de Sud, Taiwan, Hong Kong și Singapore, care a servit la descrierea creșterii economice rapide pe care aceste țări au prezentat-o în a doua jumătate a secolului al XX-lea.
Tigrii Est Asiatici au demonstrat rate foarte ridicate de dezvoltare economică de la începutul anilor '60 până în anii '90. Sunt economii emergente cu un foarte mare accent pe exporturi și un nivel de trai în creștere.
Acestea sunt economii emergente care au de obicei o infrastructură financiară, bănci, o bursă și o monedă unificată. Creșterea economică în fiecare dintre țări este de obicei orientată spre export, cu piețe financiare și comerciale sofisticate. Uneori China este menționată ca un tigru asiatic, dar s-a separat pentru a deveni una dintre cele mai mari economii ale lumii. De la sfârșitul anilor 1990 sunt mari exportatori de bunuri, tehnologie și electronică. Influența economiilor tigrului asiatic va crește în anii următori.
Tigrii asiatici din al doilea val Vietnam, Indonezia, Filipine, Tailanda, Malaezia, s-au dezvoltat mai lent, dar au cunoscut o creștere rapidă în ultimii ani.
Bangladesh a fost descris ca un tigru asiatic în curs de dezvoltare în ultimii ani datorită creșterii economice ridicate și industrializării sale, care prezintă multe asemănări cu modul în care cei patru tigri asiatici s-au industrializat între anii 1960 și 1990.